# Lividity
Lividity è il terzo album in studio della band statunitense metalcore It Dies Today. Originariamente programmato per essere pubblicato nel 2008, la data di uscita dell'album è stata ripetutamente posticipata dalla Trustkill Records. È stato finalmente pubblicato il 15 settembre 2009. È il primo album della band che vede Jason Wood alla voce dopo la dipartita del principale cantante e membro fondatore Nicholas Brooks.

## Tracce
1. "This Ghost" - 2:53
2. "Reckless Abandon" - 3:55
3. "Thank You for Drinking" - 3:02
4. "Miss October"  - 4:09
5. "Bled Out in Black and White" - 3:13
6. "Martyr of Truth" - 3:56
7. "Nihility"  - 3:18
8. "Life of Uncertainty" - 4:48
9. "The Architects"  - 3:33
10. "Complacence Without Pursuit (Lividity)"  - 4:36
11. "Come Undone" (Duran Duran cover + hidden track) - 7:45

## Formazione
- Jason Wood - voce
- Chris Cappelli - chitarra solista
- Steve Lemke - chitarra ritmica
- Mike Hatalak - basso
- Nick Mirusso - batteria